# Camerlengo do Colégio dos Cardeais
O Camerlengo do Sagrado Colégio dos Cardeais foi um ofício da Igreja Católica, existente até 1997. O posto de camerlengo do Sagrado Colégio dos Cardeais não deve ser confundido com o de camerlengo da Santa Igreja Romana.

## História
O posto pode ter se originado de um ofício bastante obscuro do "camerlengo da Cúria Romana", que é atestado apenas no século XII; é possível que tenha sido inicialmente um ofício não cardinalício, o que talvez explicasse por que os nomes de seus primeiros ocupantes não foram preservados. Em 1150, o Papa Eugênio III criou o posto de camerlengo do Sagrado Colégio dos Cardeais e, ao mesmo tempo, decretou que o bispo de Óstia seria o decano do colégio. O camerlengo administrava a propriedade e as receitas do colégio e mantinha o registro dos negócios transacionados em consistórios. Com o estabelecimento desses dois cargos, o Sagrado Colégio dos Cardeais foi organizado.
Antes de 1437, os camerlengos do Colégio ocuparam este posto até a morte, com apenas cinco casos conhecidos de renúncias; naquele ano, o Papa Eugênio IV reformou a Câmara do Colégio, emitiu seus estatutos e modificações, e a partir daquele momento os camerlengos foram eleitos apenas para um mandato anual.
O Código de Direito Canônico de 1983 eliminou o termo "sagrado" do nome oficial do colégio, bem como de todos os dicastérios da Cúria Romana. O posto de camerlengo do Sagrado Colégio foi abolido em 1997, sem nenhum anúncio oficial; o último a ocupá-lo foi Johannes Willebrands.